# Синьчжу (уезд)
Уезд Синьчжу́ (кит. трад. 新竹縣, пиньинь Xīnzhú xiàn) — один из уездов провинции Тайвань Китайской Республики.

## История
В 1626 году испанцы заняли северную часть острова, и испанские миссионеры появились в местечке Тек-Кхаме, где жили аборигены Тайваня — народность таокас. Когда в 1662 году Чжэн Чэнгун изгнал с острова европейцев и провозгласил на нём власть империи Мин, то эти земли вошли в состав уезда Тяньсин (天兴县), однако реальных структур административного управления за время существования государства семьи Чжэн на них создано не было. В 1683 году Тайвань был захвачен Цинской империей.
После того, как остров Тайвань был присоединён к империи Цин, на всей северо-западной трети острова был образован уезд Чжуло (諸羅縣); китайского население в этих местах в то время практически не было, в уезде проживали лишь местные аборигены. В 1691 году в эти места прибыли первые переселенцы из провинции Фуцзянь. В 1731 году из уезда Чжуло был выделен Даньшуйский комиссариат (淡水廳), власти которого с 1733 года разместились в этих местах.
Изначально Даньшуйский комиссариат был подчинён Тайваньской управе (臺湾府). В связи с ростом численности китайского населения Тайваня в 1876 году в северной части острова была образована новая Тайбэйская управа (臺北府), а Даньшуйский комиссариат был упразднён и его территория была разделена по реке Дацзя: северная часть перешла под непосредственное управление властей Тайбэйской управы, а в южной части (где ранее размещались власти комиссариата) был создан уезд Синьчжу (新竹縣). В 1887 году Тайвань был выделен в отдельную провинцию, а из уезда Синьчжу был выделен уезд Мяоли.
В 1895 году Тайвань был передан Японии, и японцы установили свою систему административно-территориального деления, которая по мере освоения ими острова претерпевала изменения. Уезд Синьчжу был поначалу ликвидирован, а его земли были включены в состав уезда Тайхоку (臺北縣). В 1901 году остров был разбит на 20 уездов-тё (廳), и эти места вошли в состав уезда Синтику (新竹廳). В 1920 году на Тайвань была распространена структура административного деления собственно японских островов, и были введены префектуры-сю (州) и уезды-гун (郡); уезды Тоэн (桃园廳) и Синтику были объединены в префектуру Синтику (新竹州), а эти места стали уездом Синтику (新竹郡) в её составе. 20 января 1930 года посёлок Синтику (新竹街) уезда Синтику был поднят в статусе, и стал городом Синтику (新竹市) префектуры Синтику.
После капитуляции Японии в 1945 году Тайвань был возвращён под юрисдикцию Китая; префектура Синтику стала уездом Синьчжу (新竹县), власти которого разместились в районе Таоюань, а город Синтику стал городом Синьчжу и перешёл в прямое подчинение властям провинции Тайвань.
В 1950 году произошла реформа административно-территориального деления, в результате которой на месте уезда Синьчжу и отдельного города Синьчжу были образованы уезды Синьчжу, Таоюань и Мяоли; город Синьчжу был понижен в статусе и подчинён властям уезда Синьчжу, став местом их пребывания.
С 1 июля 1982 года город Синьчжу был вновь выделен из уезда Синьчжу и опять стал городом провинциального подчинения, а уездные власти переехали в волость Чжубэй.
31 октября 1988 года волость Чжубэй была преобразована в город уездного подчинения.

## Административное деление
В состав уезда Синьчжу входят один город уездного подчинения, 3 городских волости и 9 сельских волостей.

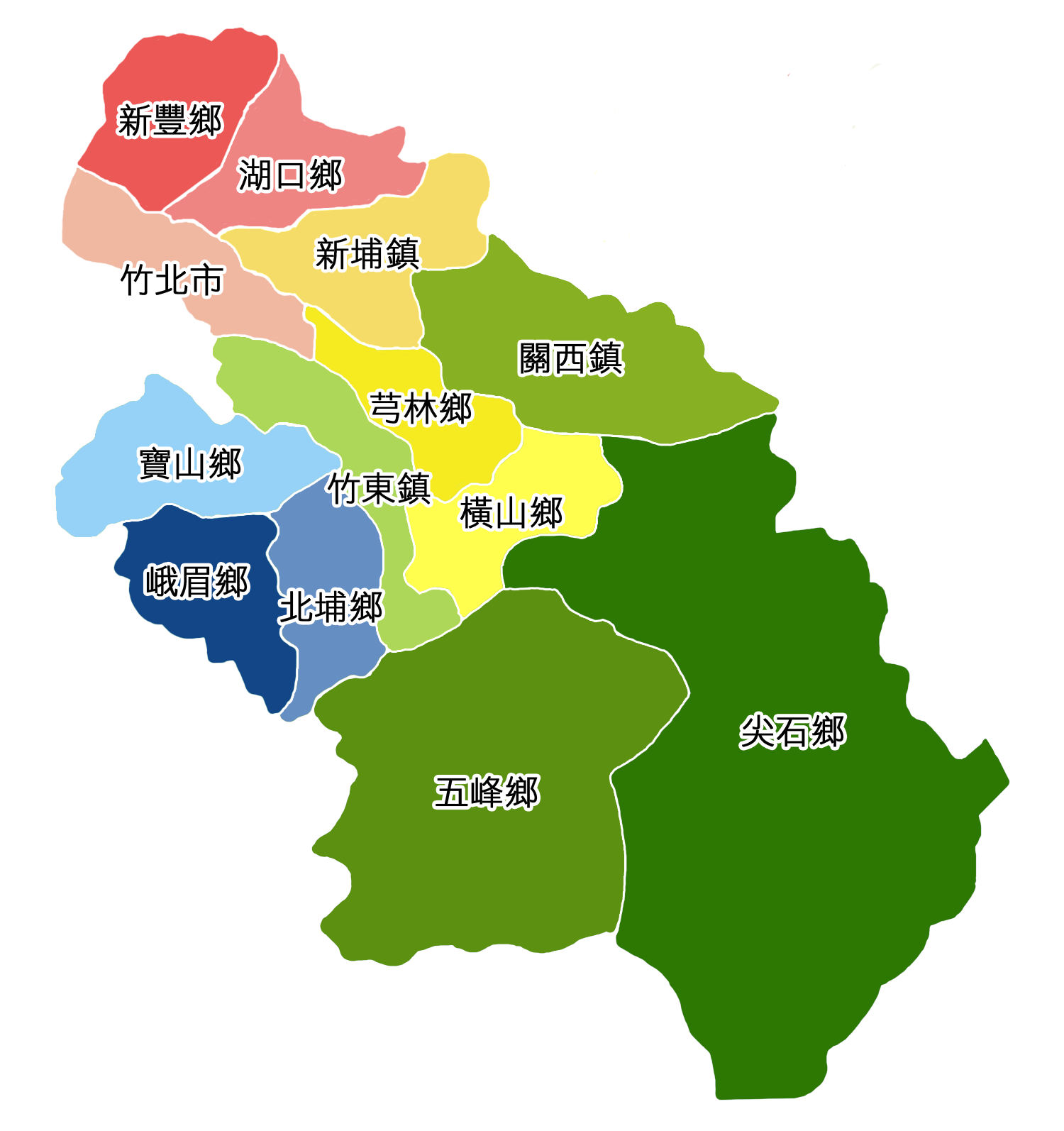

- Города уездного подчинения
  - Чжубэй
- Городские волости
  - Гуаньси (關西鎮)
  - Синьпу (新埔鎮)
  - Чжудун (竹東鎮)
- Сельские волости
  - Баошань (寶山鄉)
  - Бэйпу (北埔鄉)
  - Эмэй (峨眉鄉)
  - Хэншань (橫山鄉)
  - Хукоу (湖口鄉)
  - Цзяньши (尖石鄉)
  - Цюнлинь (芎林鄉)
  - Уфэн (五峰鄉)
  - Синьфэн (新豐鄉)